# Canillas de Aceituno
Canillas de Aceituno è un comune spagnolo di 2 107 abitanti situato nella comunità autonoma dell'Andalusia.